# Валрико (Флорида)
Валрико (англ. Valrico) — статистически обособленная местность, расположенная в округе Хилсборо (штат Флорида, США) с населением в 6582 человека по статистическим данным переписи 2000 года.

## География
По данным Бюро переписи населения США статистически обособленная местность Валрико имеет общую площадь в 14,76 квадратных километров, из которых 14,5 кв. километров занимает земля и 0,26 кв. километров — вода. Площадь водных ресурсов округа составляет 1,76 % от всей его площади.
Статистически обособленная местность Валрико расположена на высоте 17 м над уровнем моря.

## Демография
По данным переписи населения 2000 года в Валрико проживало 6582 человека, 1826 семей, насчитывалось 2632 домашних хозяйств и 2831 жилой дом. Средняя плотность населения составляла около 445,93 человека на один квадратный километр. Расовый состав населённого пункта распределился следующим образом: 89,32 % белых, 3,21 % — чёрных или афроамериканцев, 0,49 % — коренных американцев, 1,47 % — азиатов, 1,94 % — представителей смешанных рас, 3,57 % — других народностей. Испаноговорящие составили 12,82 % от всех жителей статистически обособленной местности.
Из 2632 домашних хозяйств в 29,4 % воспитывали детей в возрасте до 18 лет, 57,0 % представляли собой совместно проживающие супружеские пары, в 8,4 % семей женщины проживали без мужей, 30,6 % не имели семей. 25,8 % от общего числа семей на момент переписи жили самостоятельно, при этом 14,4 % составили одинокие пожилые люди в возрасте 65 лет и старше. Средний размер домашнего хозяйства составил 2,49 человек, а средний размер семьи — 2,99 человек.
Население статистически обособленной местности по возрастному диапазону по данным переписи 2000 года распределилось следующим образом: 24,2 % — жители младше 18 лет, 6,5 % — между 18 и 24 годами, 29,1 % — от 25 до 44 лет, 22,5 % — от 45 до 64 лет и 17,7 % — в возрасте 65 лет и старше. Средний возраст жителей составил 39 лет. На каждые 100 женщин в Валрико приходилось 95,0 мужчин, при этом на каждые сто женщин 18 лет и старше приходилось 93,1 мужчин также старше 18 лет.